# Šerm na Letních olympijských hrách 1996
Šerm na Letních olympijských hrách 1996 probíhal na stadionu Georgia World Congress Center v Atlantě.

## Medailisté

### Muži
| Kategorie            | Zlato                                                                   | Stříbro                                                                                    | Bronz                                                              |
| -------------------- | ----------------------------------------------------------------------- | ------------------------------------------------------------------------------------------ | ------------------------------------------------------------------ |
| Fleret – jednotlivci | Alessandro Puccini · Itálie (ITA)                                       | Lionel Plumenail · Francie (FRA)                                                           | Franck Boidin · Francie (FRA)                                      |
| Kord – jednotlivci   | Alexandr Beketov · Rusko (RUS)                                          | Iván Trevejo · Kuba (CUB)                                                                  | Géza Imre · Maďarsko (HUN)                                         |
| Šavle – jednotlivci  | Stanislav Pozdňakov · Rusko (RUS)                                       | Sergej Šarikov · Rusko (RUS)                                                               | Damien Touya · Francie (FRA)                                       |
| Fleret – družstvo    | Rusko (RUS) · Dmitrij Ševčenko · Ilgar Mammadov · Vladislav Pavlovič    | Polsko (POL) · Piotr Kiełpikowski · Adam Krzesiński · Ryszard Sobczak · Jarosław Rodzewicz | Kuba (CUB) · Elvis Gregory · Rolando Tucker · Oscar García         |
| Kord – družstvo      | Itálie (ITA) · Sandro Cuomo · Angelo Mazzoni · Maurizio Randazzo        | Rusko (RUS) · Alexandr Beketov · Pavel Kolobkov · Valerij Zacharevič                       | Francie (FRA) · Jean-Michel Henry · Robert Leroux · Éric Srecki    |
| Šavle – družstvo     | Rusko (RUS) · Stanislav Pozdňakov · Grigorij Kirijenko · Sergej Šarikov | Maďarsko (HUN) · Csaba Köves · József Navarrete · Bence Szabó                              | Itálie (ITA) · Raffaello Caserta · Luigi Tarantino · Tonhi Terenzi |

### Ženy
| Kategorie            | Zlato                                                                                           | Stříbro                                                             | Bronz                                                                    |
| -------------------- | ----------------------------------------------------------------------------------------------- | ------------------------------------------------------------------- | ------------------------------------------------------------------------ |
| Fleret – jednotlivci | Laura Badeaová · Rumunsko (ROU)                                                                 | Valentina Vezzaliová · Itálie (ITA)                                 | Giovanna Trilliniová · Itálie (ITA)                                      |
| Kord – jednotlivci   | Laura Flesselová-Colovicová · Francie (FRA)                                                     | Valerie Barloisová · Francie (FRA)                                  | Gyöngyi Szalayová · Maďarsko (HUN)                                       |
| Fleret – družstvo    | Itálie (ITA) · Francesca Bortolozziová · Giovanna Trilliniová · Valentina Vezzaliová            | Rumunsko (ROU) · Laura Badeaová · Réka Szabóová · Roxana Scarlatová | Německo (GER) · Anja Fichtelová · Sabine Bauová · Monika Weberová        |
| Kord – družstvo      | Francie (FRA) · Laura Flesselová-Colovicová · Sophie Moresséeová-Pichotová · Valerie Barloisová | Itálie (ITA) · Laura Chiesaová · Elisa Ugaová · Margherita Zalaffi  | Rusko (RUS) · Marija Mazinová · Julija Garajevová · Karina Aznavurjanová |

## Přehled medailí
| Pořadí | Země           | Zlato | Stříbro | Bronz | Celkově |
| ------ | -------------- | ----- | ------- | ----- | ------- |
| 1.     | Rusko (RUS)    | 4     | 2       | 1     | 7       |
| 2.     | Itálie (ITA)   | 3     | 2       | 2     | 7       |
| 3.     | Francie (FRA)  | 2     | 2       | 3     | 7       |
| 4.     | Rumunsko (ROM) | 1     | 1       | 0     | 2       |
| 5.     | Maďarsko (HUN) | 0     | 1       | 2     | 3       |
| 6.     | Kuba (CUB)     | 0     | 1       | 1     | 2       |
| 7.     | Polsko (POL)   | 0     | 1       | 0     | 1       |
| 8.     | Německo (GER)  | 0     | 0       | 1     | 1       |